# Rickettsiosi
Le rickettsiosi (o richeziosi) sono malattie infettive provocate da rickettsie.

## Clinica
L'esordio è in genere improvviso con febbre, cefalea, malessere generale, vasculite periferica e spesso associata ad una eruzione cutanea maculo papulosa.

## Trattamento
Le rickettsiosi vengono solitamente trattate con antibiotici, in particolare cloramfenicolo e tetracicline.